# 1,4,5-三硝基萘
1,4,5-三硝基萘是一种有机化合物，化学式为C10H5N3O6，它是三硝基萘的同分异构体之一。它可由1,5-二硝基萘在发烟硝酸-浓硫酸体系中于30 °C反应制得，它可以被发烟硝酸进一步硝化，得到1,4,5,7-四硝基萘。它在甲醇中钯催化，可以被氢气还原为4,5-二硝基-1-萘胺。